# Cryptophasa warouwi
Cryptophasa warouwi — вид лускокрилих комах родини ксилориктид (Xyloryctidae). Відкритий у 2024 році. Є шкідником гвоздикового дерева.

## Поширення
Ендемік Індонезії. Поширений лише на невеликому острові Сангіхе біля північного узбережжя Сулавесі. Типовий зразок зібраний біля села Букіде в окрузі Південний Табукан (Табукан Селатан) на висоті 540 м над рівнем моря (N 03º30'44.3", E 125º34'38.4").

## Назва
Назва виду присвячена доктору Джоотже Вароу, старшому ентомологу і професору на пенсії факультету сільського господарства Університету Сема Ратулангі, який проводив дослідження боротьби зі шкідниками на островах Сангіхе і Талауд.

## Опис
Самець C. warouwi легко відрізнити від найближчого виду Cryptophasa watungi за темно-коричневою смугою переднього крила вздовж усієї кости, яка поступово стає блідшою до CuP, стаючи світло-коричневою від CuP до спини, темно-коричневими плямами на дискальних клітинах переднього крила, переважно темними коричневі та стають блідішими від ліктьово-анальної (CuA 1 і CuA 2) області до спини та білими на дискальній клітині заднього крила. Самиця має переднє крило білого охристого кольору з коричневим відтінком від кости до спини, більш виразно до краю, з темно-коричневою плямою на дискальній комірці, край із помітною базальною лінією чергування білих і темно-коричневих штрихів.